# Alberto Denegri
Alberto Denegri (Lima, Provincia de Lima, Perú, 7 de agosto de 1907 - Lima, Provincia de Lima, Perú, 18 de mayo de 1973) fue un futbolista, director técnico y abogado peruano. Jugaba en la posición de centrocampista. También fue entrenador y uno de los fundadores del Club Universitario de Deportes. Sus padres se llamaron Juan Denegri y Carmen Aspauza.

## Trayectoria
Denegri jugó para el equipo Universitario de Deportes de Lima, donde también inició su carrera como entrenador en 1932. Dirigió a la selección del Perú en el Campeonato Sudamericano 1937 en Argentina.

## Selección nacional
Fue internacional con la selección de fútbol del Perú. Fue convocado por el entrenador Francisco Bru para participar en la Copa Mundial de Fútbol de 1930 disputada en Uruguay, siendo eliminados en la primera fase tras no conseguir victorias. También formó parte de las plantillas que participaron en el Campeonato Sudamericano 1929 y en el Campeonato Sudamericano 1935 donde el seleccionado peruano ocupó el cuarto y tercer lugar respectivamente.
Falleció el 18 de Mayo del año 1973 a los 65 años en el Hospital Obrero de Lima. Estuvo casado con Doña Consuelo Seer Pruss.

### Participaciones en Copas del Mundo
| Mundial                        | Sede    | Resultado    |
| ------------------------------ | ------- | ------------ |
| Copa Mundial de Fútbol de 1930 | Uruguay | Primera fase |

### Participaciones en Juegos Olímpicos
| Juegos Olímpicos                | Sede     | Resultado        |
| ------------------------------- | -------- | ---------------- |
| Juegos Olímpicos de Berlín 1936 | Alemania | Cuartos de final |

### Participaciones en el Campeonato Sudamericano
| Campeonato                   | Sede      | Resultado    |
| ---------------------------- | --------- | ------------ |
| Campeonato Sudamericano 1929 | Argentina | Cuarto lugar |
| Campeonato Sudamericano 1935 | Perú      | Tercer lugar |

## Clubes

### Como futbolista
| Club                      | País | Año         |
| ------------------------- | ---- | ----------- |
| Universitario de Deportes | Perú | 1929 - 1935 |

### Como entrenador
| Club                      | País | Año         |
| ------------------------- | ---- | ----------- |
| Universitario de Deportes | Perú | 1932 - 1936 |
| Selección del Perú        | Perú | 1936 - 1937 |

## Palmarés

### Como futbolista

#### Campeonatos nacionales
| Título                       | Club                      | País | Año  |
| ---------------------------- | ------------------------- | ---- | ---- |
| Campeonato Peruano de Fútbol | Universitario de Deportes | Perú | 1929 |
| Campeonato Peruano de Fútbol | Universitario de Deportes | Perú | 1934 |

### Como entrenador

#### Campeonatos nacionales
| Título                       | Club                      | País | Año  |
| ---------------------------- | ------------------------- | ---- | ---- |
| Campeonato Peruano de Fútbol | Universitario de Deportes | Perú | 1934 |